# Mabel's Stratagem
Mabel's Stratagem é um filme de comédia dos Estados Unidos de 1912 estrelando Mabel Normand e Mack Sennett. O filme mudo foi dirigido por George Nichols.